# جوش دونالدسون
جوش دونالدسون (بالإنجليزية: Josh Donaldson)‏ هو لاعب كرة قاعدة أمريكي، ولد في 8 ديسمبر 1985 في بينساكولا في الولايات المتحدة.

## وصلات خارجية
- جوش دونالدسون على موقع دوري كرة القاعدة الرئيسي (الإنجليزية)
- جوش دونالدسون على موقعبيزبول رفرنس.كوم (الدوري الرئيسي) (الإنجليزية)
- جوش دونالدسون على موقعبيزبول رفرنس.كوم (الدوري الثانوي) (الإنجليزية)
- جوش دونالدسون على موقع إي إس بي إن.كوم (أم.أل.بي) (الإنجليزية)
- جوش دونالدسون على موقع مشجعي الرسوم البيانية (الإنجليزية)
- جوش دونالدسون على موقع IMDb (الإنجليزية)